# Atelopus oxyrhynchus
Atelopus oxyrhynchus és una espècie d'amfibi que viu a Veneçuela.

## Descripció
Es tracta d'un gripau d'hàbits terrestres i diürns, el qual es troba als voltants de rierols i, ocasionalment, a sota d'arrels o roques, tot i que, durant l'època de reproducció, és comú als rierols dels boscos humits de l'estatge montà. Presenta un dimorfisme sexual acusat, especialment pel que fa a la grandària: els mascles adults fan entre 3,9 i 4,3 cm de llargària, mentre que les femelles són més grosses i aconsegueixen fer entre 4,5 i 4,9 cm. La seua coloració al dors i els flancs és marró groguenca, generalment amb nombroses taques de marrons a vermelloses, i amb protuberàncies. Els llavis són de color crema o lleugerament groguencs. El dors i els flancs tenen abundants tubercles. Els membres posteriors són relativament llargs i el musell és projectat. Presenta toxines (tetradotoxina) al seu cos.

## Reproducció
Les parelles reproductores es formen, sovint, molt abans de migrar cap a les seues zones de cria a finals dels mesos d'abril o maig. La posta dels ous té lloc al maig o juny i n'hi ha registres de parelles que s'han mantingut acoblades sexualment fins a 125 dies. Els ous (grossos i sense pigmentació) són dipositats en forma de cadenes als rierols, on també es desenvoluparan els capgrossos. Igual que en altres espècies d´Atelopus, els ous són adherits a les roques i els capgrossos tenen ventoses a la part inferior del cos que els permet agafar-se a les roques en els trams on hi ha corrents ràpids.

## Alimentació
Els exemplars adults es nodreixen d'insectes, especialment d'escarabats, formigues, larves de mosques, erugues, àcars i paparres.

## Distribució geogràfica
És una espècie endèmica de Veneçuela i restringida a la serralada de Mérida, la qual es troba als boscos humits propers a la ciutat de Mérida i de La Carbonera entre 2.100 i 3.350 m d'altitud.

## Estat actual
Descrita per a la ciència el 1903, era considerada com una de les espècies més abundoses del gènere Atelopus (vers el 1978, era possible comptar-ne prop de 50 exemplars en un sol dia). Setze anys després, el 1994, només se'n va poder observar un únic exemplar. Posteriorment, no se n'ha aconseguit cap registre després d'una dècada de constants exploracions en les localitats on es trobava. A l'àmbit internacional se la considera En Perill Crític, encara que la condició de Probablement Extinta potser és la més escaient.

## Amenaces
És probable que tingui les mateixes amenaces que han afectat a altres espècies del mateix gènere als Andes veneçolans (com ara, la infecció pel fong Batrachochytrium dendrobatidis), a més dels canvis climàtics (la minva de les precipitacions i els canvis en la temperatura durant períodes perllongats durant la dècada dels vuitanta) són, potser, algunes de les causes de la seua disminució. Les anàlisis climàtiques mostren que la seua àrea de distribució va experimentar períodes força secs entre els anys 1975 i 1995 (particularment, durant els anys 1982-1983, 1984, 1986-1987 i 1989, alguns dels quals correlacionats amb el fenomen de El Niño). Aquestes variacions en la temperatura i humitat podrien haver tingut un paper important en el descens de les poblacions d'aquesta espècie i en l'augment de la incidència del fong abans esmentat. Ultra això, el seu hàbitat es troba amenaçat i sota pressió constant, ja que és objecte de desforestació, incendis, contaminació de les masses d'aigua, activitats mineres i altres intervencions humanes.

## Conservació
A Veneçuela és declarada com una Espècie en Perill d'Extinció mitjançant el Decret núm. 1486 (11/09/96). La seua àrea de distribució es troba parcialment protegida pel Parc Nacional Sierra Nevada, però encara no s'ha avaluat quina efectivitat té aquesta protecció en relació amb l'espècie. Hom diu de dur a terme estudis sobre la qualitat de l'hàbitat (tant terrestre com aquàtic) en la seua àrea de distribució i efectuar anàlisis sobre les diverses causes o factors naturals i/o antròpics que van ocasionar la disminució dramàtica de les seues poblacions. Addicionalment, caldrien estudis per a determinar el seu estatus poblacional actual i prendre mesures més estrictes pel que fa a la protecció del seu hàbitat i de la seua àrea de distribució. En cas de trobar-ne exemplars, es podria avaluar l'alternativa de criar-los en captivitat amb finalitats de repoblament (tot i que cal destacar que el manteniment de les espècies d´Atelopus és difícil i una tasca molt especialitzada, ja que els esforços que s'hi han fet en altres països només han aconseguit èxits parcials amb espècies que viuen en altituds més baixes). Aquesta darrera mesura és requerida davant la situació d'emergència en què es troba aquest gènere i dependrà de la imprescindible aliança entre agències governamentals, científics, conservacionistes i inversors privats.

## Observacions
En castellà és coneguda com a sapito amarillo de Mérida, sapito arlequín de Mérida o ranita amarilla de Mérida, mentre que en anglès rep el nom de Merida harlequin frog, Merida harlequin toad o Red-nosed stubfoot toad.